# 格雷鎮 (夸祖魯-納塔爾省)
格雷鎮是南非的城鎮，位於該國東北部，由夸祖魯-納塔爾省負責管轄，始建於1854年，面積6.83平方公里，2001年人口7,290，人口密度每平方公里1,100人。